# Місячна долина
«Місячна долина» — роман американського письменника Джека Лондона. Долина, де відбуваються події роману, знаходиться на півночі від агломерації затоки Сан-Франциско в окрузі Сонома, Каліфорнія, де Джек Лондон мав власне ранчо (Глен Еллен).

## Сюжет
Роман «Місячна долина» — це історія про подружжя робітників Біллі та Сексон Робертс з Окленда, які залишають міське життя та відправляються на пошуки ферми в Центральній і Північній Каліфорнії.
Біллі і Сексон працюють у пральні. Раніше Біллі досить успішно займався професійним боксом, але вирішив, що в нього немає майбутнього в цій галузі через поєдинок зі своїм другом. Під час бою той понівечив палець, але натовп змусив їх продовжувати боротися, незважаючи на страждання хлопця. Після цього Біллі вирішив покинути ринг. 
Сексон і Біллі закохуються одне в одного та згодом одружуються, але їхнє подружнє життя переривається великою хвилею страйків. Біллі підтримує страйкарів, і цим дуже не задоволена Сексон. Вона вислуховує доводи соціалістів, але не приймає їх остаточно, а згодом зустрічає стару жінку із своєрідними поглядами на стосунки, яка у молодості зустрічалася з цілою низкою багатих чоловіків. Сексон також знайомиться з хлопцем на ім'я Джек, який побудував власний човен і, здається, схожий на самого Джека Лондона в підлітковому віці. Біллі бере участь у жорстоких нападах на штрейкбрехерів і потрапляє до в'язниці, а Сексон втрачає дитину.
Коли Біллі виходить з в'язниці, Сексон наполягає на тому, щоб вони залишили місто та переїхали на власну ферму. Подружжя дізнається, що уряд більше не надає землю безкоштовно, але все одно вирушають у подорож. Вони проїжджають територію, де живуть португальці, які прибули в Америку дуже бідними і розбагатіли, бо використовували землю більш інтенсивно, ніж попередні європейські поселенці, яких вони витіснили. Кілька днів вони проводять у жінки середнього класу, яка вирощує квіти та овочі і має успішний бізнес, продаючи високоякісну продукцію заможним людям.
Рухаючись далі, Біллі та Сексон потрапляють до художницької колонії, де їм дуже подобається, а один з художників, Марк Гол, жартома називає їхню омріяну ферму місячною долиною. Подружжя вирішує продовжити пошуки. Біллі починає торгувати кіньми. Він повертається на боксерський ринг під іншим ім'ям, щоб його не впізнали, та виграє бій проти боксера-початківця. На отримані 300 доларів він купує пару коней, а після перемоги в матчі-реванші вирішує більше не виступати на рингу.
Подружжя також зустрічається з відомим письменником і журналістом Джеком Гастінгсом, прототипом якого став сам Джек Лондон. Дружина Гастінгса, яка імовірно, змальована з другої дружини Лондона, дещо схожа на Сексон. Вони обговорюють марнотратство американських фермерів, а саме їхню звичку виснажувати землю і рухатися далі, що відображає погляди Джека Лондона на стале сільське господарство.
Діставшись своєї "місячної долини", яка за збігом мала назву "Долина Сонома", Біллі та Саксон оселяються там і живуть щасливо до розв'язки. "Долина Сонома", на думку одного з персонажів, є індіанською назвою, що означає «Місячна долина», хоча ця етимологія є предметом суперечок.

## Вплив
Хоча «Місячна долина» не є однією з найпопулярніших книжок Лондона, її все ще друкують. Роман відображає втрату автором надії на соціалізм і його зацікавленість у науковому підході до землеробства. «Місячна долина» — гімн другій дружині Лондона Шармейн.
У 1914 році за мотивами роману був знятий фільм. Роль Біллі зіграв актор і режисер Джек Конвей, а роль Сексон — Міртл Стедман.
«Місячна долина» згадується головним героєм роману Малкольма Лоурі «Під вулканом» Джеффрі Фірміном.